# Аїлоке
Аїлоке (італ. Ailoche, п'єм. Ailòche) — муніципалітет в Італії, у регіоні П'ємонт,  провінція Б'єлла.
Аїлоке розташоване на відстані близько 550 км на північний захід від Рима, 85 км на північний схід від Турина, 20 км на північний схід від Б'єлли.
Населення — 355 осіб (2014).
Покровитель — San Bernardo.

## Демографія
Населення за роками:

Станом на 1 січня 2023 року в муніципалітеті офіційно проживало 9 іноземців з 6 країн, серед них 5 громадян країн Євросоюзу.

## Сусідні муніципалітети
- Каприле
- Коджола
- Кревакуоре
- Гуардабозоне
- Постуа